# Griekwastad
Klaarwater, Griekwastad ou Griquatown est une ville d'Afrique du Sud dans la province du Cap-Nord. Elle est située à 168 kilomètres de Kimberley.

## Histoire
En 1801, William Anderson et Cornelius Kramer, de la London Missionary Society, établissent une station parmi les Griqua à Leeuwenkuil. Le site s'avère trop aride pour la culture. Vers 1805, ils déplacent la station vers une autre source plus en amont de la vallée et l'appellent Klaarwater. Leur deuxième choix n'est guère meilleur que le premier, et pendant de nombreuses années, le manque d'eau empêche tout développement ultérieur. Le nom de la colonie est ensuite changé en Griquatown ou Griekwastad en afrikaans. 
Robert Moffat et son épouse Mary Moffat (en), en route vers la ville de Kuruman, résident à Griquatown lorsque leur fille, Mary (plus tard Mme David Livingstone), y nait en 1821. Il existe désormais un musée qui lui est dédié.
Griekwastad devient plus tard la capitale de la colonie britannique de Griqualand Ouest de 1873 à 1880, avec son propre drapeau et sa propre monnaie, avant d'être annexée à la colonie du Cap. Pendant la période de l'apartheid, de 1969 à 2001, Griekwastad est la garnison du 4e régiment blindé, un bataillon de chars de la SADF équipé de chars Eland Mk7 (en).